# Люльпани
Люльпа́ни (рос. Люльпаны, марій. Лӱльпан) — присілок у складі Медведевського району Марій Ел, Росія. Адміністративний центр Люльпанського сільського поселення.

## Населення
Населення — 1216 осіб (2010; 1223 у 2002).
Національний склад (станом на 2002 рік):
- росіяни — 55 %
- марійці — 36 %